# Kolozsvári Gyula
Kolozsvári Gyula (? – ?) magyar labdarúgó, edző.

## Pályafutása
Az 1930-as években az Újpesti TE amatőr csapatban szerepelt. 1941-ben már az újpesti csapat ifjúsági csapatedzője volt. Az 1954-es magyar élvonalbeli labdarúgó-bajnokság tizedik fordulójában vette át a Bp. Dózsa vezetőedzői pozícióját Jávor Páltól. A szezon hátralévő felében tizenhét mérkőzésen nyolc győzelmet, egy döntetlent és nyolc vereséget ért el a Dózsával, így az ötödik helyen végeztek a bajnokságban. Az 1955-ös szezonban Bukovi Márton váltotta őt a vezetőedzői poszton. Ezután ismét az újpesti utánpótláscsapatoknál tevékenykedett az 1970-es évekig.

## Edzői statisztika
| Csapat     | –tól                | –ig              | Statisztika | Statisztika | Statisztika | Statisztika | Statisztika | Statisztika | Statisztika | Statisztika |
| Csapat     | –tól                | –ig              | M           | GY          | D           | V           | RG          | KG          | GK          | GY %        |
| ---------- | ------------------- | ---------------- | ----------- | ----------- | ----------- | ----------- | ----------- | ----------- | ----------- | ----------- |
| Újpest     | 1954. augusztus 21. | 1955. január 12. | 17          | 8           | 1           | 8           | 40          | 36          | +4          | 33.33       |
| Összesítve | Összesítve          | Összesítve       | 17          | 8           | 1           | 8           | 40          | 36          | +4          | 34.25       |